# Superliga e Kosovës

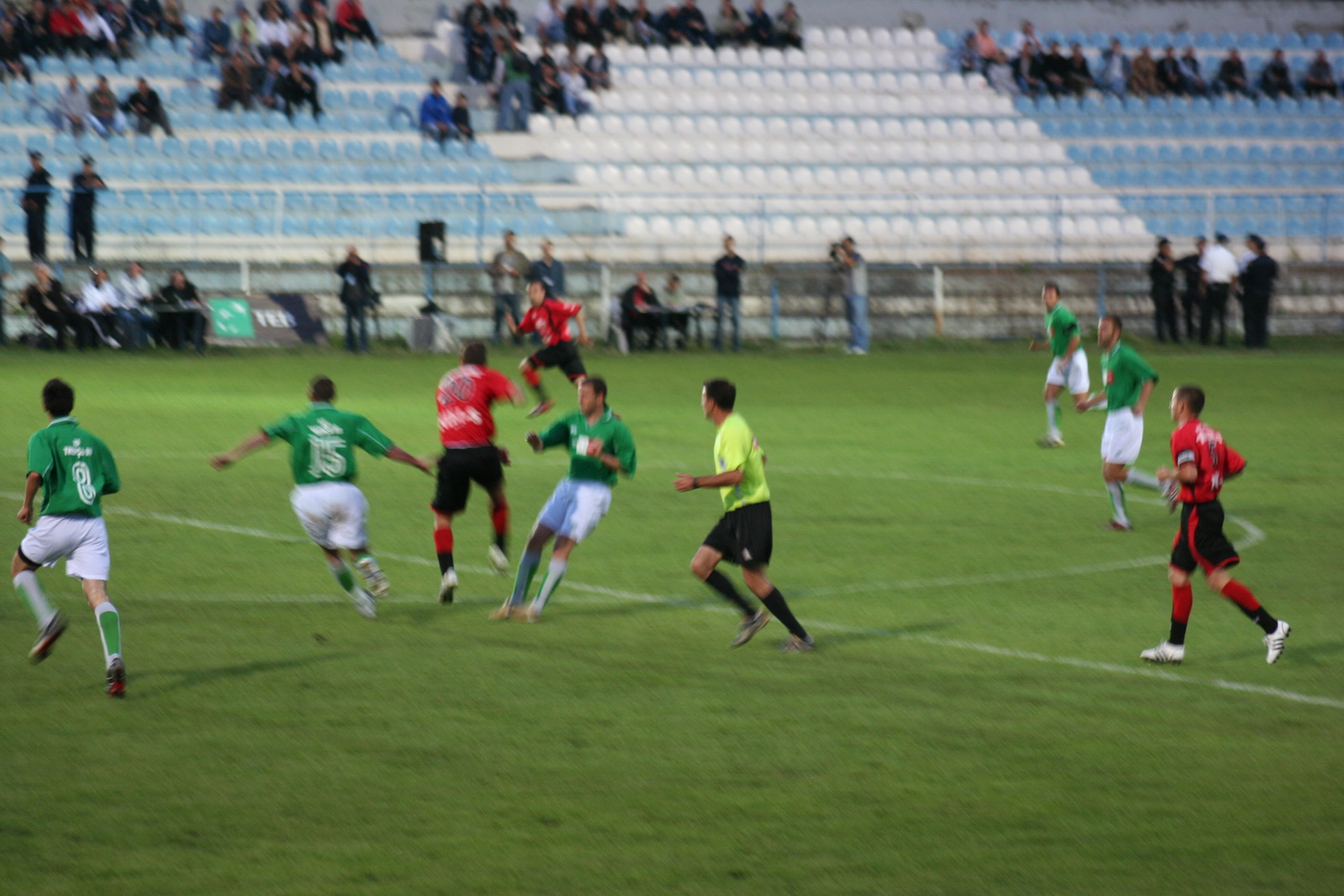

Superliga e Kosovës (nazwa sponsorska IPKO Superliga) – najwyższa w hierarchii klasa męskich ligowych rozgrywek piłkarskich w Kosowie, spornym terytorium na południu Serbii, które jednostronnie ogłosiło niepodległość. Liga jest jednocześnie najwyższym szczeblem centralnym (I poziom ligowy), utworzona w 1990 roku i od samego początku zarządzana przez Kosowski Związek Piłki Nożnej (FFK). Zmagania w jej ramach toczą się cyklicznie (co sezon) i przeznaczone są dla 10 najlepszych krajowych klubów piłkarskich. Jej triumfator zostaje Mistrzem Kosowa, zaś najsłabsze drużyny są relegowane do Liga e Parë (II ligi kosowskiej). Od 2016 rozgrywki są uznawane przez UEFA.

## Historia
Mistrzostwa Kosowa w piłce nożnej rozgrywane są od 1990 roku. Wcześniej od 1945 roku rozgrywki w regionie odbywały się jako 5. poziom ligowy Jugosławii. W sezonie 1990/91 powstała Niezależna Liga Kosowa. Po upadku SFR Jugosławii w 1991 roku Kosowo pozostało w składzie FR Jugosławii. Kosowskie kluby uczestniczyły w mistrzostwach FR Jugosławii, w sezonie 1996/97 KF Prishtina zwyciężył w grupie wschodniej II ligi FR Jugosławii i awansował do I ligi. W sezonie 1997/98 zajął trzecie miejsce w grupie B pierwszej ligi jugosłowiańskiej. Narastający konflikt etniczny doprowadził ostatecznie do wybuchu wojny domowej w Kosowie w latach 1998–1999. W rezultacie bombardowania Kosowo znalazło się pod tymczasowym zarządem ONZ. Kosowskie kluby wycofały się z mistrzostw Jugosławii i od sezonu 1999/2000 występowały w Superlidze Kosowa. Kraj znajdował się pod kontrolą ONZ. 17 lutego 2008 roku proklamowano niepodległość Kosowa. W sezonie 2007/08 liga zmieniła nazwę na Superliga.

## System rozgrywek
Obecny format ligi zakładający podział rozgrywek na 3 koła obowiązuje od sezonu 2009/10.
Rozgrywki składają się z 33 kolejek spotkań rozgrywanych pomiędzy drużynami systemem kołowym. Każda para drużyn rozgrywa ze sobą dwa mecze – jeden w roli gospodarza, drugi jako goście. Po zakończeniu dwóch pierwszych rund utworzono kalendarz meczów trzeciej rundy, w którym część meczów drużyna gra u siebie, a część na wyjeździe. Od sezonu 2020/11 w lidze występuje 10 zespołów. W przeszłości liczba ta wynosiła od 12 do 18. Drużyna zwycięska za wygrany mecz otrzymuje 3 punkty, 1 za remis oraz 0 za porażkę.
Zajęcie pierwszego miejsca po ostatniej kolejce spotkań oznacza zdobycie tytułu Mistrzów Kosowa w piłce nożnej. Mistrz Kosowa kwalifikuje się do eliminacji Ligi Mistrzów UEFA. Zwycięzca Pucharu Kosowa zdobywa możliwość gry w Lidze Europy UEFA lub, w przypadku, w którym zdobywca krajowego pucharu zajmie pierwsze miejsce w lidze – możliwość gry w eliminacjach do Ligi Europy otrzymuje druga drużyna klasyfikacji końcowej. Zajęcie 2 ostatnich miejsc wiąże się ze spadkiem drużyn do Liga e Parë (I ligi). Drużyny z 3 i 4 miejsc od dołu tablicy walczy w barażach play-off z trzecią i czwartą drużyną Liga e Parë o utrzymanie w najwyższej lidze.
W przypadku zdobycia tej samej liczby punktów, klasyfikacja końcowa ustalana jest na podstawie wyniku dwumeczu pomiędzy drużynami, w następnej kolejności, w przypadku remisu – na podstawie różnicy bramek w pojedynku bezpośrednim, następnie na podstawie ogólnego bilansu bramkowego osiągniętego w sezonie, większej liczby bramek zdobytych oraz w ostateczności za pomocą losowania.

## Skład ligi w sezonie 2025/26
| Uczestnicy poprzedniej edycji | Uczestnicy poprzedniej edycji | Uczestnicy poprzedniej edycji | Uczestnicy poprzedniej edycji |
| --- | ----------------------------- | ----------------------------- | ----------------------------- |
| DRI | Drita Gnjilane                | Gnjilane                      | 1                             |
| BAL | Ballkani                      | Suva Reka                     | 2                             |
| MAL | Malisheva                     | Mališevo                      | 3                             |
| GJI | Gjilani                       | Gnjilane                      | 4                             |
| FZJ | Ferizaj                       | Ferizaj                       | 5                             |
| PRI | Prishtina                     | Prisztina                     | 6                             |
| DUK | Dukagjini                     | Klina                         | 7                             |
| po barażach |                               |                               |                               |
| LLA | Llapi Podujevo                | Podujevo                      | 8                             |
| Spadek z Superliga e Kosovës 2024/25 |                               |                               |                               |
| SUH | Suhareka                      | Suva Reka                     | 9                             |
| F74 | Feronikeli 74                 | Glogovac                      | 10                            |
| Awans z Liga e Parë 2024/25 |                               |                               |                               |
| DRE | Drenica Srbica                | Srbica                        | 1 (A)                         |
| PRE | Prishtina e Re                | Prisztina                     | 1 (B)                         |
| Oznaczenia: - kolumna pierwsza – skróty nazw drużyn, - kolumna trzecia – siedziba klubu, - kolumna czwarta – miejsce zajęte w poprzednim sezonie. |                               |                               |                               |

## Statystyka

### Tabela medalowa
Mistrzostwo Kosowa zostało do tej pory zdobyte przez 10 różnych drużyn.
Stan po sezonie 2023/2024. 
| Lp. | Klub                        | Miejsca na podium | Miejsca na podium | Miejsca na podium | Zwycięskie sezony         |   |   |                                                                          |
| --- | --------------------------- | ----------------- | ----------------- | ----------------- | ------------------------- | - | - | ------------------------------------------------------------------------ |
| Lp. | Klub                        | 1.                | KF Prishtina      | 8                 | Zwycięskie sezony         | 9 | 1 | 1999/00, 2000/01, 2003/04, 2007/08, 2008/09, 2011/12, 2012/13, 2020/2021 |
| 2.  | KF Drita Gnjilane           | 3                 | 4                 | 1                 | 2002/03, 2017/18, 2019/20 |   |   |                                                                          |
| 3.  | KF Besa Peć                 | 3                 | 3                 | 2                 | 2004/05, 2005/06, 2006/07 |   |   |                                                                          |
| 4.  | KF Ballkani Suva Reka       | 3                 | 0                 | 2                 | 2021/22, 2022/23, 2023/24 |   |   |                                                                          |
| 5.  | KF Feronikeli Glogovac      | 3                 | 0                 | 0                 | 2014/15, 2015/16, 2018/19 |   |   |                                                                          |
| 6.  | Trepça'89 Mitrowica         | 1                 | 4                 | 3                 | 2016/17                   |   |   |                                                                          |
| 7.  | KF Besiana Podujevo         | 1                 | 0                 | 0                 | 2001/02                   |   |   |                                                                          |
| 7.  | KF Hysi Podujevo            | 1                 | 0                 | 0                 | 2010/11                   |   |   |                                                                          |
| 7.  | KF Trepça Mitrowica         | 1                 | 0                 | 0                 | 2009/10                   |   |   |                                                                          |
| 7.  | KF Llamkos Kosova Vushtrria | 1                 | 0                 | 0                 | 2013/14                   |   |   |                                                                          |
| 11. | KF Gjilani                  | 0                 | 2                 | 2                 |                           |   |   |                                                                          |
| 12. | KF Vëllaznimi Djakowica     | 0                 | 1                 | 3                 |                           |   |   |                                                                          |
| 12. | KF Llapi Podujevo           | 0                 | 1                 | 3                 |                           |   |   |                                                                          |
| 14. | KF Hajvalia Prisztina       | 0                 | 1                 | 0                 |                           |   |   |                                                                          |
| 15. | KF Flamurtari Prisztina     | 0                 | 0                 | 3                 |                           |   |   |                                                                          |
| 16. | KF Ferizaj                  | 0                 | 0                 | 1                 |                           |   |   |                                                                          |
| 16. | KF KEK-u Obilić             | 0                 | 0                 | 1                 |                           |   |   |                                                                          |
| 16. | KF Liria Prizren            | 0                 | 0                 | 1                 |                           |   |   |                                                                          |